# UEFA Women's Champions League 2017-2018 - Qualificazioni
Questa voce raccoglie un approfondimento sulle gare del turno preliminare di qualificazione dell'edizione 2017-2018 della UEFA Women's Champions League.

## Squadre partecipanti
Il sorteggio per il turno di qualificazione si è tenuto il 23 giugno 2017. Le 40 squadre che partecipano ai preliminari sono state divise in quattro fasce da dieci per il sorteggio in base al coefficiente UEFA del club, il quale tiene conto delle prestazioni nelle competizioni europee dalla stagione 2012–2013 alla 2016–2017 più il 33% del valore del coefficiente assegnato alla federazione nello stesso intervallo di tempo. In ogni gruppo, le squadre giocano una contro l'altra in un mini-torneo all'italiana con le teste di serie preselezionate. Le dieci vincitrici dei gironi e la migliore seconda acquisiscono il diritto di accedere ai sedicesimi di finale.
| Squadra              | Coeff. |
| -------------------- | ------ |
| Zurigo               | 43,890 |
| BIIK Kazygurt        | 24,930 |
| Apollōn Lemesou      | 23,940 |
| Spartak Subotica     | 20,615 |
| Olimpia Cluj         | 19,950 |
| Medyk Konin          | 19,600 |
| Standard Liegi       | 17,955 |
| SFK 2000             | 17,290 |
| Gintra Universitetas | 15,960 |
| Stjarnan             | 15,610 |

| Squadra      | Coeff. |
| ------------ | ------ |
| Konak        | 14,960 |
| MTK Hungária | 14,620 |
| PK-35 Vantaa | 13,630 |
| Sturm Graz   | 13,395 |
| Avaldsnes    | 12,075 |
| Hibernian    | 11,580 |
| Minsk        | 10,800 |
| PAOK         | 10,305 |
| Osijek       | 9,975  |
| Ajax         | 8,250  |

| Squadra            | Coeff. |
| ------------------ | ------ |
| Pärnu              | 7,315  |
| NSA Sofia          | 6,650  |
| KÍ Klaksvík        | 3,990  |
| Olimpia Lubiana    | 3,630  |
| Sporting Lisbona   | 3,465  |
| Žytlobud-2 Charkiv | 3,135  |
| Shelbourne         | 2,805  |
| Kiryat Gat         | 2,310  |
| Vllaznia           | 1,995  |
| Partizán Bardejov  | 1,485  |

| Squadra        | Coeff. |
| -------------- | ------ |
| Hajvalia       | 1,330  |
| Rīgas FS       | 1,330  |
| Breznica       | 0,995  |
| Linfield       | 0,990  |
| Swansea City   | 0,660  |
| Istatov        | 0,330  |
| Noroc Nimoreni | 0,165  |
| Birkirkara     | 0,165  |
| Bettembourg    | 0,000  |
| Martve         | 0,000  |

- in corsivo: squadra ospitante
- in grassetto: squadra qualificata

## Gruppi
In ogni gruppo, le squadre giocano una contro l'altra in un mini-torneo all'italiana con le teste di serie preselezionate. Le nove vincitrici dei gironi acquisiscono il diritto di accedere ai sedicesimi di finale. Le partite si svolgeranno nei giorni 22, 25 e 28 agosto 2017.
In caso di parità di punti tra due o più squadre di uno stesso gruppo, le posizioni in classifica verranno determinate prendendo in considerazione, nell'ordine, i seguenti criteri:
1. maggiore numero di punti negli scontri diretti tra le squadre interessate (classifica avulsa);
2. migliore differenza reti negli scontri diretti tra le squadre interessate (classifica avulsa);
3. maggiore numero di reti segnate negli scontri diretti tra le squadre interessate (classifica avulsa);
4. se, dopo aver applicato i criteri dall'1 al 3, ci sono squadre ancora in parità di punti, i criteri dall'1 al 3 si riapplicano alle sole squadre in questione. Se continua a persistere la parità, si procede con i criteri dal 5 al 9;
5. migliore differenza reti;
6. maggiore numero di reti segnate;
7. calci di rigore se le due squadre sono a parità di punti al termine dell'ultima giornata;
8. classifica del fair play;
9. posizione nel ranking UEFA.

N.B. Nella dicitura dei gironi viene indicata in corsivo la squadra ospitante.

### Gruppo 1
| Pos | Squadra              | Pt | G | V | N | P | GF | GS | DR  |
| --- | -------------------- | -- | - | - | - | - | -- | -- | --- |
| 1.  | Gintra Universitetas | 9  | 3 | 3 | 0 | 0 | 13 | 1  | +12 |
| 2.  | Konak                | 6  | 3 | 2 | 0 | 1 | 11 | 4  | +7  |
| 3.  | Partizán Bardejov    | 3  | 3 | 1 | 0 | 2 | 4  | 9  | -5  |
| 4.  | Martve               | 0  | 3 | 0 | 0 | 3 | 0  | 14 | -14 |

Fonte: Sito UEFA Gruppo 1
| Arbitro: | Sarah Garratt |

|                                           |           |  |
| Dușa 33’ Hançar 35’, 90+3’ Çınar 41’, 54’ | Marcatori |  |

| Arbitro: | Vesna Budimir |

|                                             |           |  |
| Coleman 22’, 89’ Alekperova 23’ Čubrilo 37’ | Marcatori |  |

| Arbitro: | Hannelore Onsea |

|                                                                            |           |  |
| Alekperova 5’ Čubrilo 28’ Vaitukaitytė 56’, 79’ Coleman 63’ Veličkaitė 89’ | Marcatori |  |

| Arbitro: | Sarah Garratt |

|               |           |                                        |
| Bochinová 12’ | Marcatori | 9’ Çınar 30’ Erol 37’, 61’, 70’ Hançar |

| Arbitro: | Vesna Budimir |

|            |           |                                             |
| Hançar 54’ | Marcatori | 40’, 82’ (rig.) Alekperova 86’ Vaitukaitytė |

| Arbitro: | Hannelore Onsea |

|  |           |                                      |
|  | Marcatori | 6’, 48’ Semanová 34’ (aut.) Gasviani |

### Gruppo 2
| Pos | Squadra            | Pt | G | V | N | P | GF | GS | DR  |
| --- | ------------------ | -- | - | - | - | - | -- | -- | --- |
| 1.  | Olimpia Cluj       | 7  | 3 | 2 | 1 | 0 | 5  | 1  | +4  |
| 2.  | Hibernian          | 5  | 3 | 1 | 2 | 0 | 7  | 2  | +5  |
| 3.  | Žytlobud-2 Charkiv | 4  | 3 | 1 | 1 | 1 | 10 | 2  | +8  |
| 4.  | Swansea City       | 0  | 3 | 0 | 0 | 3 | 0  | 17 | -17 |

Fonte: Sito UEFA Gruppo 2
| Arbitro: | Julia-Stefanie Baier |

|                                                        |           |  |
| Small 11’ Turner 18’ Graham 42’ (rig.), 87’ Hunter 48’ | Marcatori |  |

| Arbitro: | Florence Guillemin |

|          |           |  |
| Carp 33’ | Marcatori |  |

| Arbitro: | Julia-Stefanie Baier |

|               |           |            |
| Malachova 43’ | Marcatori | 80’ Graham |

| Arbitro: | Ewa Augustyn |

|                              |           |  |
| Carp 28’ Lunca 52’ Voicu 58’ | Marcatori |  |

| Arbitro: | Florence Guillemin |

|            |           |          |
| Graham 84’ | Marcatori | 5’ Lunca |

| Arbitro: | Ewa Augustyn |

|  |           |                                                                                                  |
|  | Marcatori | 2’ Vasylyuk 6’ Kalinina 20’, 30’, 90+4’ Polyukhovych 44’, 57’ Skorynina 55’ Djatel 60’ Malachova |

### Gruppo 3
| Pos | Squadra        | Pt | G | V | N | P | GF | GS | DR  |
| --- | -------------- | -- | - | - | - | - | -- | -- | --- |
| 1.  | Ajax           | 9  | 3 | 3 | 0 | 0 | 11 | 1  | +10 |
| 2.  | Standard Liegi | 6  | 3 | 2 | 0 | 1 | 10 | 3  | +7  |
| 3.  | Pärnu          | 3  | 3 | 1 | 0 | 2 | 3  | 4  | -1  |
| 4.  | Rīgas FS       | 0  | 3 | 0 | 0 | 3 | 0  | 16 | -16 |

Fonte: Sito UEFA Gruppo 3
| Arbitro: | Ivana Martinčić |

|                                                                                             |           |  |
| van den Bighelaar 4’ van Dongen 45+1’, 53’ Spruntule 50’ (aut.), 74’ (aut.) Lūse 89’ (aut.) | Marcatori |  |

| Arbitro: | Amy Rayner |

|                        |           |  |
| Knapen 56’ Gelders 69’ | Marcatori |  |

| Arbitro: | Karolina Radzik-Johan |

| |           |  |
| Marinucci 4’ Gelders 19’ (rig.), 36’ Wajnblum 26’ Cranshoff 39’ Hannecart 56’ Dinon 62’ Wolters 67’ | Marcatori |  |

| Arbitro: | Ivana Martinčić |

|                  |           |                                 |
| Morkovkina 45+3’ | Marcatori | 17’ Payne 31’ van den Bighelaar |

| Arbitro: | Amy Rayner |

|                                         |           |  |
| van Lunteren 10’ (rig.), 25’ Bakker 16’ | Marcatori |  |

| Arbitro: | Karolina Radzik-Johan |

|  |           |                           |
|  | Marcatori | 70’ Himanen 72’ Bannikova |

### Gruppo 4
| Pos | Squadra      | Pt | G | V | N | P | GF | GS | DR |
| --- | ------------ | -- | - | - | - | - | -- | -- | -- |
| 1.  | Medyk Konin  | 7  | 3 | 2 | 1 | 0 | 6  | 2  | +4 |
| 2.  | Shelbourne   | 5  | 3 | 1 | 2 | 0 | 3  | 1  | +2 |
| 2.  | PK-35 Vantaa | 4  | 3 | 1 | 1 | 1 | 2  | 2  | 0  |
| 4.  | Linfield     | 0  | 3 | 0 | 0 | 3 | 2  | 8  | -6 |

Fonte: Sito UEFA Gruppo 4
| Belfast 22 agosto 2017, ore 15:00 CEST | Medyk Konin      | 0 – 0 referto | Shelbourne | Seaview\| Arbitro: \| Sofia Karagiorgi \| |
| Arbitro:                               | Sofia Karagiorgi |               |            |                                           |

| Arbitro: | Marta Frias Acedo |

|            |           |  |
| Collin 39’ | Marcatori |  |

| Arbitro: | Désirée Grundbacher |

|                                                    |           |          |
| Dudek 8’ Casidee 26’ Gawrońska 36’ Kindzierski 82’ | Marcatori | 73’ Bell |

| Belfast 25 agosto 2017, ore 20:30 CEST | Shelbourne        | 0 – 0 referto | PK-35 Vantaa | Seaview\| Arbitro: \| Marta Frias Acedo \| |
| Arbitro:                               | Marta Frias Acedo |               |              |                                            |

| Arbitro: | Sofia Karagiorgi |

|             |           |                           |
| Franssi 39’ | Marcatori | 4’ Balcerzak 77’ Pakulska |

| Arbitro: | Désirée Grundbacher |

|          |           |                                     |
| Bell 83’ | Marcatori | 63’ Donnolly 88’ Mooney 90+3’ Prior |

### Gruppo 5
| Pos | Squadra         | Pt | G | V | N | P | GF | GS | DR  |
| --- | --------------- | -- | - | - | - | - | -- | -- | --- |
| 1.  | Apollōn Lemesou | 9  | 3 | 3 | 0 | 0 | 14 | 1  | +13 |
| 2.  | Sturm Graz      | 6  | 3 | 2 | 0 | 1 | 8  | 5  | +3  |
| 3.  | NSA Sofia       | 3  | 3 | 1 | 0 | 2 | 2  | 7  | -5  |
| 4.  | Noroc Nimoreni  | 0  | 3 | 0 | 0 | 3 | 0  | 11 | -11 |

Fonte: Sito UEFA Gruppo 5
| Arbitro: | Lois Otte |

|                                         |           |  |
| Ayane 10’ Molin 16’ Lagonia 36’ Rus 65’ | Marcatori |  |

| Arbitro: | Tanja Subotič |

|                                      |           |  |
| Naschenweng 60’, 81’ Kofler 66’, 70’ | Marcatori |  |

| Arbitro: | Tanja Subotič |

|              |           |                                           |
| Radoyska 22’ | Marcatori | 21’ Frieser 30’ Naschenweng 56’ Cancienne |

| Arbitro: | Marta Huerta De Aza |

|                                                     |           |  |
| Lagonia 6’ Ayane 21’, 26’, 49’ Rus 64’ Iordanou 84’ | Marcatori |  |

| Arbitro: | Lois Otte |

|                 |           |                                            |
| Naschenweng 55’ | Marcatori | 16’ Molin 35’ Kynossidou 40’ Ayane 74’ Rus |

| Arbitro: | Marta Huerta De Aza |

|  |           |               |
|  | Marcatori | 42’ Koshuleva |

### Gruppo 6
| Pos | Squadra         | Pt | G | V | N | P | GF | GS | DR  |
| --- | --------------- | -- | - | - | - | - | -- | -- | --- |
| 1.  | Minsk           | 7  | 3 | 2 | 1 | 0 | 13 | 0  | +13 |
| 2.  | Zurigo          | 7  | 3 | 2 | 1 | 0 | 7  | 1  | +6  |
| 3.  | Olimpia Lubiana | 3  | 3 | 1 | 0 | 2 | 2  | 7  | -5  |
| 4.  | Birkirkara      | 0  | 2 | 0 | 0 | 2 | 0  | 13 | -13 |

Fonte: Sito UEFA Gruppo 6
| Arbitro: | Eleni Lampadariou |

|                   |           |          |
| Ramseier 55’, 83’ | Marcatori | 57’ Mori |

| Arbitro: | Elvira Nurmustafina |

|                                                                                             |           |  |
| Pilipenko 8’, 11’, 15’ Linnik 21’ Khimich 25’ (rig.), 69’ Duben 41’ (rig.) Mirošničenko 87’ | Marcatori |  |

| Arbitro: | Tess Olofsson |

|                                                     |           |  |
| Willi 12’ Stierli 40’, 43’ M. Moser 73’, 89’ (rig.) | Marcatori |  |

| Arbitro: | Elvira Nurmustafina |

|  |           |                                                            |
|  | Marcatori | 30’ Borisenko 52’ Pilipenko 68’ Abambila 88’, 90+1’ Chimič |

| Lubiana 28 agosto 2017, ore 17:00 CEST | Minsk             | 0 – 0 referto | Zurigo | ŽŠD Ljubljana Stadium\| Arbitro: \| Eleni Lampadariou \| |
| Arbitro:                               | Eleni Lampadariou |               |        |                                                          |

| Arbitro: | Tess Olofsson |

|  |           |             |
|  | Marcatori | 90+3’ Golob |

### Gruppo 7
| Pos | Squadra     | Pt | G | V | N | P | GF | GS | DR  |
| --- | ----------- | -- | - | - | - | - | -- | -- | --- |
| 1.  | Stjarnan    | 9  | 3 | 3 | 0 | 0 | 21 | 0  | +21 |
| 2.  | Osijek      | 6  | 3 | 2 | 0 | 1 | 11 | 1  | +10 |
| 3.  | KÍ Klaksvík | 3  | 3 | 1 | 0 | 2 | 6  | 14 | -8  |
| 4.  | Istatov     | 0  | 3 | 0 | 0 | 3 | 1  | 24 | -23 |

Fonte: Sito UEFA Gruppo 7
| Arbitro: | Lorraine Clark |

| |           |  |
| Albertsdóttir 8’ Óladóttir 31’, 41’ Josephsen 33’ (aut.) Henry 35’, 69’ Ásbjörnsdóttir 42’ B. Bjornsdóttir 44’ Pedersen 90+7’ | Marcatori |  |

| Arbitro: | Maria Marotta |

|                                                                     |           |  |
| Balić 10’, 59’, 77’ Nevrkla 45+2’ Andrlić 79’ Jakovac 89’ Lojna 90’ | Marcatori |  |

| Arbitro: | Melis Özçiğdem |

| |           |  |
| White 17’ Ásbjörnsdóttir 31’, 43’, 62’ Óladóttir 42’, 45+3’ Henry 47’, 51’, 53’ Gudrunardóttir 87’ Krsteska 90+1’ (aut.) | Marcatori |  |

| Arbitro: | Maria Marotta |

|  |           |                                               |
|  | Marcatori | 8’ Andrlić 67’ Bojčić 70’ Nevrkla 85’ Jakovac |

| Arbitro: | Lorraine Clark |

|  |           |                    |
|  | Marcatori | 69’ Ásbjörnsdóttir |

| Arbitro: | Melis Özçiğdem |

|              |           |                                                                 |
| Jakovska 37’ | Marcatori | 12’, 45+1’, 64’, 66’ Á Lakjuni 29’ L. Jacobsen 83’ E. Klakstein |

### Gruppo 8
| Pos | Squadra          | Pt | G | V | N | P | GF | GS | DR |
| --- | ---------------- | -- | - | - | - | - | -- | -- | -- |
| 1.  | BIIK Kazygurt    | 9  | 3 | 3 | 0 | 0 | 6  | 1  | +5 |
| 2.  | Sporting Lisbona | 6  | 3 | 2 | 0 | 1 | 7  | 3  | +4 |
| 3.  | MTK Hungária     | 3  | 3 | 1 | 0 | 2 | 2  | 5  | -3 |
| 4.  | Hajvalia         | 0  | 3 | 0 | 0 | 3 | 1  | 7  | -6 |

Fonte: Sito UEFA Gruppo 8
| Arbitro: | Zuzana Kováčová |

|                     |           |              |
| Ihezuo 7’ Adule 83’ | Marcatori | 10’ D. Silva |

| Arbitro: | Eleni Antoniou |

|                    |           |  |
| Szabó 60’ Méry 83’ | Marcatori |  |

| Arbitro: | Galiya Echeva |

|             |           |  |
| Gabelia 14’ | Marcatori |  |

| Arbitro: | Eleni Antoniou |

|                         |           |  |
| Leite 61’ Carvalhas 79’ | Marcatori |  |

| Arbitro: | Zuzana Kováčová |

|  |           |                                         |
|  | Marcatori | 38’ Ihezuo 48’ Gabelia 53’ (aut.) Szőcs |

| Arbitro: | Galiya Echeva |

|           |           |                                                 |
| Shala 17’ | Marcatori | 11’ D. Silva 40’ Leite 62’ (rig.), 64’ T. Pinto |

### Gruppo 9
| Pos | Squadra          | Pt | G | V | N | P | GF | GS | DR  |
| --- | ---------------- | -- | - | - | - | - | -- | -- | --- |
| 1.  | Avaldsnes        | 9  | 3 | 3 | 0 | 0 | 10 | 3  | +7  |
| 2.  | Spartak Subotica | 6  | 3 | 2 | 0 | 1 | 13 | 3  | +10 |
| 3.  | Breznica         | 1  | 3 | 0 | 1 | 2 | 3  | 10 | -7  |
| 4.  | Kiryat Gat       | 1  | 3 | 0 | 1 | 2 | 5  | 15 | -10 |

Fonte: Sito UEFA Gruppo 9
| Arbitro: | Paula Brady |

|                                                                                |           |               |
| Dorine 13’ Slović 22’ (rig.) Radojičić 25’, 26’ Marcela 48’ Filipović 60’, 70’ | Marcatori | 45’ Schulmann |

| Arbitro: | Tania Fernandes Morais |

|                          |           |               |
| Gielnik 33’ Thorsnes 75’ | Marcatori | 22’ Djurković |

| Arbitro: | Tania Fernandes Morais |

|                                 |           |                                                              |
| Efraim 57’ (rig.) Schulmann 64’ | Marcatori | 8’ Luana 17’ Thorsnes 19’ Rosa 41’, 72’ Pedersen 55’ Gielnik |

| Arbitro: | Ana Aguiar |

|                                                                             |           |  |
| Pavlović 4’ Slović 29’ (rig.), 43’ Radojičić 30’ Dorine 76’ Krstanovska 90’ | Marcatori |  |

| Arbitro: | Paula Brady |

|                        |           |  |
| Daiane 19’ Logarzo 67’ | Marcatori |  |

| Arbitro: | Ana Aguiar |

|                             |           |                          |
| Jankov 29’ (rig.) Bojat 36’ | Marcatori | 10’ Schulmann 30’ Efraim |

### Gruppo 10
| Pos | Squadra     | Pt | G | V | N | P | GF | GS | DR  |
| --- | ----------- | -- | - | - | - | - | -- | -- | --- |
| 1.  | PAOK        | 9  | 3 | 3 | 0 | 0 | 12 | 0  | +12 |
| 2.  | Vllaznia    | 6  | 3 | 2 | 0 | 1 | 3  | 1  | +2  |
| 3.  | SFK 2000    | 3  | 3 | 1 | 0 | 2 | 3  | 4  | -1  |
| 4.  | Bettembourg | 0  | 3 | 0 | 0 | 3 | 0  | 13 | -13 |

Fonte: Sito UEFA Gruppo 10
| Arbitro: | Graziella Pirriatore |

|                                                                           |           |  |
| Dimitrijević 7’, 61’ Vardali 10’, 72’ Brame 49’ Panteliadou 51’, 75’, 88’ | Marcatori |  |

| Arbitro: | Vivian Peeters |

|  |           |            |
|  | Marcatori | 90+2’ Doçi |

| Arbitro: | Rebecca Welch |

|                                             |           |  |
| Kapetanović 19’ Kuljanin 54’ Al. Spahić 78’ | Marcatori |  |

| Arbitro: | Graziella Pirriatore |

|  |           |                      |
|  | Marcatori | 90+2’ (rig.) Gkatsou |

| Arbitro: | Vivian Peeters |

|                                     |           |  |
| Brame 16’ Strantzali 51’ Markou 58’ | Marcatori |  |

| Arbitro: | Rebecca Welch |

|  |           |                       |
|  | Marcatori | 9’ Maliqi 23’ Maksuti |

### Raffronto tra le seconde classificate
La migliore tra le seconde classificate si qualifica, insieme alle vincitrici dei gironi, ai sedicesimi di finale. Per determinarne la classifica vengono considerate le partite contro la prima e la terza del gruppo e i criteri per stilare la classifica sono, in ordine di rilevanza, i seguenti:
1. maggior numero di punti ottenuti
2. superiore differenza goal
3. maggior numero di reti segnate
4. miglior punteggio coefficiente club
5. fair play nelle 3 partite del girone

| Pos | Gr | Squadra          | Pt | G | V | N | P | GF | GS | DR |
| --- | -- | ---------------- | -- | - | - | - | - | -- | -- | -- |
| 1.  | 6  | Zurigo           | 4  | 2 | 1 | 1 | 0 | 2  | 1  | +1 |
| 2.  | 9  | Spartak Subotica | 3  | 2 | 1 | 0 | 1 | 6  | 2  | +4 |
| 3.  | 7  | Osijek           | 3  | 2 | 1 | 0 | 1 | 4  | 1  | +3 |
| 4.  | 1  | Konak            | 3  | 2 | 1 | 0 | 1 | 6  | 4  | +2 |
| 5.  | 8  | Sporting Lisbona | 3  | 2 | 1 | 0 | 1 | 3  | 2  | +1 |
| 6.  | 10 | Vllaznia         | 3  | 2 | 1 | 0 | 1 | 1  | 1  | 0  |
| 7.  | 5  | Sturm Graz       | 3  | 2 | 1 | 0 | 1 | 4  | 5  | -1 |
| 8.  | 3  | Standard Liegi   | 3  | 2 | 1 | 0 | 1 | 2  | 3  | -1 |
| 9.  | 2  | Hibernian        | 2  | 2 | 0 | 2 | 0 | 2  | 2  | 0  |
| 10. | 4  | Shelbourne       | 2  | 2 | 0 | 2 | 0 | 0  | 0  | 0  |